# Російсько-чеченський конфлікт
Розпад СРСР 1991 року спричинив відновлення національної свідомості та патріотичного духу в колишній Чечено-Інгушській АРСР, що призвело до проголошення незалежності держави Чеченська Республіка Ічкерія.
За наказом Єльцина Росія провела Першу російсько-чеченську війну  проти незалежної держави Чеченська Республіка Ічкерія
За наказом Путіна провела Другу російсько-чеченську війну проти незалежної держави Чеченська Республіка Ічкерія
Росіянами був організований масштабний Геноцид чеченців в якому загинуло близько 300,000 цивільних осіб. див Геноцид чеченців#Кінець XX - початок XXI століття
21 квітня 1996 російським ракетним ударом був убитий перший демократично обраний Президент  Чеченської Республіки Ічкерія Джохар Дудаєв. Наказ про вбивство Джохара Дудаєва віддав особисто президент Російської Федерації Борис Єльцин. див Джохар Дудаєв#Вбивство
13 лютого 2004 російським спецпідрозділом ФСБ Росії був убитий в.о. Президента Чеченської Республіки Ічкерія Зелімхан Яндарбієв див Зелімхан Яндарбієв#Загибель
8 березня 2005 року спецпідрозділом ФСБ Росії був убитий другий демократично обраний Президент Чеченської Республіки Ічкерія Масхадов Аслан див Масхадов Аслан Алієвич#Друга російсько-чеченська війна
Унаслідок геноциду та поразки в Другій російсько-чеченській війні Чечня була окупована Росією.

## Дореволюційний період
Поява російських колонізаторів на Північному Кавказі (гребенських козаків) відноситься до XVI століття. По берегах Терека і Сунжа виникають козачі станиці, в 1577 засноване Терське козацьке військо. Терський острог, побудований в 1567 році, став першим  укріпленим пунктом в цьому регіоні. У цей же період чеченці починають повертатися на Чеченську рівнину з гірських районів, куди вони були витіснені Тимуровскою навалою XIV століття.
Гребенські козаки почали сутички із чеченцями, які вважали території за р. Терек своїми землями. В ході сутичок козаки закликали на допомогу Російську армію і здійснювали відповідні спустошливі рейди на чеченські аули. Тим не менше в XVI—XVII століттях відбувався певний культурний обмін між козаками і чеченцями: між ними розвивалася торгівля,  козаки запозичали у чеченців одяг та озброєння; у свою чергу, чеченці переймали у козаків деякі елементи господарського устрою.
Перші окупаційні походи російських військ у чеченські землі відносяться до часів Петра I. Ці походи, вписуючись в загальну стратегію окупації Кавказу Російською Імперією переслідували, мету приєднання Чечні до Росії.
З 1721 по 1783 рік каральні експедиції російських військ до Чечні стають систематичними — в покарання за вихід з покори так званим чеченським власникам — кабардинським і кумикським князям, від яких номінально залежали деякі чеченські товариства і які користувалися російським заступництвом. В походах, крім регулярних військ, беруть участь козаки, а також дружини, сформовані з упокорених народів — калмиків, кабардинців, ногайців. Експедиції супроводжуються спаленням аулів і приведенням їх жителів в особі родових старійшин до присяги на підданство Росії. З найбільш впливових сімей беруться заручники — аманати, які утримували у російських фортецях. Жорстокість військ породжувала у місцевого населення відповідний опір і бажання помсти, так що через якийсь час ситуація повторювалася..
Починаючи з другої половини XVIII століття російська влада робить нові кроки для зміцнення своїх позицій на Північному Кавказі і підкорення північнокавказьких народів. Початок було покладено військовою колонізацією — переселенням волзьких і донських козаків на p. Кубань та Терек. Російське командування будувало козацькі станиці і поселення на рівнинних землях, а в передгір'ях споруджувало військові фортеці. Заснувавши фортецю Моздок (1763 рік) російське командування приступило до створення лівого флангу Кавказької укріпленої лінії, стали закладатися нові фортеці. У 1769 році за указом Катерини II на Терек були переведені волзькі козаки, які розселилися між фортецею Моздок і гребенськими містечками, в станицях Галюгаївскій, Наурскій, Іщорскій, Мекенскій і Калинівській. Таким чином Терська лінія була значно посилена.

### Кавказька війна
У 1806 році Грузія була окупована Росією. Прагнучи забезпечити надійне та безпечне повідомлення з новими закавказькими територіями, Росія намагається окпупвати гірські регіони Північного Кавказу.
Найбільш запеклі військові дії відбувалися в періоди з 1786-1791 і 1817-1864 роках. Основні райони військових дій — Західний (Адигея) і Північно-Східний (Чечня, Дагестан) Кавказ.
Гляхом геноциду та систематичного геноциду Росія змогла придушити збройний опір горців,  певна частина місцевого населення, була примусово виселена а Туреччину і на Близький Схід, а на Кавказі встановився вдіносне затишшя та окупаційна влада московитів.
У 1860 році за указом московського царя Олександра II територія сучасних Чечні та Інгушетії була інтегрована до новоствореної Терскої області (Чеченський, Ічкерійський, Інгушський і Нагорний округи).

## Радянський період
Після Жовтневого перевороту козаки, у своїй масі виступили проти Радянської влади, і багато з тих, хто пройшов через Громадянську війну, незабаром були разом із родинами вислано на північ. Багато станиць спорожніли. Колективізація розчарувала місцеве населення у радянській владі, після чого почалися масові повстання в Чечні. У 1930-ті роки НКВД провів низку спецоперацій проти чеченського етнічного населення - черговий геноцид
У березні 1920 декретом Всеросійського ЦВК Терська область була розформована, а Чеченський (об'єднаний з Ічкерійським) і Інгушський (об'єднаний з Нагорним) округи стали самостійними територіальними утвореннями.
20 січня 1921 при утворенні Горської АРСР до її складу увійшли Чечня і Інгушетія (поряд з Карачаєво-Черкесією, Кабардино-Балкарією і Північною Осетією).
30 листопада 1922 з Горської АРСР була виділена Чеченська автономна область, а 7 листопада 1924 року Горська АРСР була ліквідована.
15 січня 1934 року Чечня і Інгушетія були об'єднані в Чечено-Інгушську автономну область, яка 5 грудня 1936 року була перетворена в Чечено-Інгушську АРСР.
У 1956 році Наурський і Шелковский райони Ставропольського краю були відновлені у складі Чечні Н. С. Хрущовим.

### Депортація чеченців під час Другої світової війни
31 січня 1944 р. у ході Великої Вітчизняної війни Державний комітет оборони СРСР ухвалив рішення про примусове переселення всіх чеченців і інгушів в Киргизьку і Казахську РСР із Чечено-Інгушській АРСР. Масова депортація була проведена військами НКВС під особистим керівництвом К. П. Берії. Починаючи з 23 лютого 1944 року, за кілька тижнів в цілому було виселено більше 650 000 людей. Історик Н. Ф. Бугай вказує, що не менше 144 тис. (близько 24 %) з них загинули в процесі депортації і протягом перших чотирьох років перебування на засланні). Ці цифри не враховують підвищену смертність серед висланих в наступні роки, а також більш довгострокові демографічні наслідки. У Киргизію і Казахстан змушені були пізніше попрямувати і чеченці і інгуші, які на момент депортації перебували на фронті.
Чечено-Інгушська АРСР була офіційно ліквідована, і на її колишній території був спочатку створений Грозненський округ, який потім був перетворений в Грозненському область (у складі Ставропольського краю), а частина території колишньої республіки була передана до складу Грузинської РСР, Дагестанської і Північно-Осетинської АРСР. Зокрема, Інгушетія стала частиною Північно-Осетинської АРСР (Назранський і Малгобекський райони). За цим пішли перейменування районів і районних центрів, переселення спорожнілих гірських аулів, та подальша радянізація та русифікація районів.

### Відновлення ЧІАРСР
11 лютого 1957 Чечено-Інгушська АРСР була відновлена, але в дещо інших кордонах; Приміський район і частина Малгобекського і Джейрахського району залишилися в Північній Осетії. В якості «компенсації» та з метою створення міжетнічних провокацій у склад ЧІАРСР були передані два козацьких райони Ставропольського краю — Наурський і Шелковський, які були історично чеченськими та інгушськими землями, але спорожніли після років геноицдів та війн.
Поверення корінного населення загострило обстановку в регіоні. В 1958 році в Грозному відбулися провокації та заворушення на національному ґрунті, тривали сутички між органами КДБ і етнічними чеченцями. Режим надзвичайного стану в ЧІАРСР був скасований лише в 1976 році.

### Відновлення аціонально-визвольного руху під час СРСР
Боротьба за незалежність Чечні від Росії, загострилася, як майже всі інші національно-визвольні рухи на територіях, окупованих СРСР, у другій половині 1980-х років, з початком перебудови. Республіка Чечня є стратегічно важливою точкою контролю Північного Кавказу, також там присутній власний нафтовидобуток та розвинуте традиційне сільське господарство. Промисловість (нафтопереробка) працювала на нафті із Азербайджану і Західному Сибіру. Після років окупації СРСР стан економіки був не в найкращому стані, тому чеченцям, як повернулися із заслання наприкінці 1950-х  робочих місць не вистачало, і доводилося існувати на доходи від натурального господарства і відхожих промислів — робота на Півночі (звідси великі чеченські громади в Тюменської області) та стихійні будівельні бригади.
Національно-визвольний рух отримав масову підтримку, особливо серед тих чеченців, які в попередні десятиліття Радянської окупаційної влади  та Російської імперської окупації не ввійшли в «русифікований зденаціоналізований радянський народ». Традиційно чеченці жили власним патріархальної життям. Оскільки чеченська місцева номенклатура була під гнітом багаторічного тиску, тому яскраві лідери націонал-визовльного руху  з'явилися серед тих, хто зробив кар'єру поза Чечено-Інгушетєю
Серед них були такі, як Зелімхан Яндарбієв, діяч Спілки письменників, поет «робочих» — типова особистість для національних рухів того часу. Яндарбієв переконав у необхідності повернутися на батьківщину і очолити національний рух єдиного в Радянській Армії етнічного чеченця-генерала Джохара Дудаєва, який командував в Тарту (Естонія) дивізією стратегічних бомбардувальників.
Серед молодих активістів національного руху були і ті, хто здобув освіту в Москві, познайомившись тут з самвидавом (у тому числі з книгами відомого чеченця-радянолога А. Авторханова), але не встиг влитися в місцеву номенклатуру. Зрозуміло, згадали про Кавказької війни XIX століття, про депортації 1944 р. і 13 роках у Казахстані.
27 листопада 1990 була заявлена ідея відновлення чеченської держави «Нохчі-Чо» і виходу як із її складу Росії, так і з СРСР. Верховна Рада Чечено-Інгушської АРСР, обрана у березні 1990, прийняла Декларацію про державний суверенітет Чечено-Інгушської Республіки.
На початку 1991 чечено-інгушське керівництво відмовилося проводити на своїй території референдум про цілісність СРСР, ініційований Михайлом Горбачовим. Це було ще задовго до появи генерала Дудаєва на політичній сцені, коли республікою керував Доку Завгаев. Відмова мотивувалася тим, що Північна Осетія відмовлялася повернути інгушам Приміський район — територію, на якій інгуші проживали в колишніх козацьких станицях і яка була після 1944 передана до складу Північної Осетії, хоча спочатку ці землі належали інгушам.
8 червня 1991 року з ініціативи Джохара Дудаєва в Грозний зібралася частина делегатів Першого чеченського національного з'їзду, яка проголосила себе Загальнонаціональним конгресу чеченського народу (ОКЧН). Слідом за цим була проголошена Чеченська Республіка (Нохчі-чо), а керівники Верховної Ради республіки були оголошені «узурпаторами».

### Проголошення незалежності
У липні 1991 р. другий з'їзд ОКЧН заявляє, що Чеченська Республіка (Нохчі-Чо) не входить до складу РРФСР і СРСР.
6 вересня 1991 року в Грозному був здійснений збройний переворот — Верховна Рада ЧІАРСР була розігнана збройими силами, створении Виконкомом Загальнонаціонального конгресу чеченського народу. Понад 40 депутатів парламенту були побиті, а голова міськради Грозного Куценко викинувся з вікна, і помер у лікарні. Доку Завгаев пішов у відставку з посади голови Верховної Ради автономної республіки під тиском мітингувальників. Як привід було використано те, що 19 серпня 1991 керівництво Чечено-Інгушетії нібито підтримали дії ГКЧП, чого не знайшло підтвердження в розслідуванні комісії Держдуми по дослідженню причин та обставин виникнення кризової ситуації в Чечні на чолі зі Станіславом Говорухіним.
15 вересня 1991 р. під керівництвом прибулого в Чечню голови Верховної Ради РРФСР Руслана Хасбулатова відбулася остання сесія Верховної Ради Чечено-Інгушетії, яка ухвалила рішення про саморозпуск. У результаті переговорів між Русланом Хасбулатовим і лідерами Виконкому ОКЧН як тимчасового органу влади на період до виборів, призначених на 17 листопада) був сформований Тимчасовий Вища Рада ЧІАРСР (ВВС) з 32 депутатів, скорочений незабаром до 13 депутатів, потім — до 9.
Головою Тимчасового Вищої Ради ЧІАРСР був обраний заступник голови Виконкому ОКЧН Хусейн Ахмадов, заступником голови ВПС — помічник Хасбулатова Юрій Чорний.
У Назрані надзвичайний з'їзд депутатів Інгушетії всіх рівнів проголосив Інгушську Республіку у складі РРФСР.
17 вересня виконком ОКЧН взяв на себе функції організатора проведення виборів президента і парламенту республіки, призначивши дату їх проведення. Також виконком створив Центральну виборчу комісію Чечні.
До початку жовтня 1991 року у ВПС виник конфлікт між прихильниками Виконкому ОКЧН (4 члени на чолі з Хусейном Ахмадовим) і її противниками (5 членів на чолі з Юрієм Чорним). Хусейн Ахмадов від імені всього ВПС видав ряд законів і постанов, які створювали правову базу для діяльності Виконкому ОКЧН як вищого органу влади, а 1 жовтня 1991 року оголосив про поділ Чечено-Інгушської Республіки на незалежну Чеченську Республіку Нохчі-чо і Інгушську автономну республіку.
5 жовтня семеро з дев'яти членів ВПС ухвалили рішення про зміну Х. Ахмадова і про скасування незаконних актів. У той же день Національна гвардія Виконкому ОКЧН захопила будівлю Будинку профспілок, в якому засідав ВПС, а також захопила будівлю КДБ Чечено-Інгушської АРСР, поранивши підполковника КДБ Аюбова. Прокурора автономної республіки Олександра Пушкіна, який назвав дії Дудаєва незаконними, повстанці схопили і тиждень протримали в підвалі.
6 жовтня Виконком ОКЧН оголосив про розпуск ВВС («за підривну і провокаційну діяльність») і взяв на себе функції «революційного комітету на перехідний період з усією повнотою влади». На наступний день Тимчасовий Вища Рада ухвалила рішення про відновлення діяльності в повному складі (32 депутати). Головою ВПС був обраний юрист Бадруддін Бахмадов.
8 жовтня Президія Верховної Ради РРФСР оголосив Тимчасовий Вищий Раду єдиним законним органом державної влади на території Чечено-Інгушетії надалі до обрання нового складу Верховної Ради автономної республіки, який так і не буде обраний.
9 жовтня у відповідь на ухвалення Президією ВР УРСР постанови «Про політичну ситуацію в Чечено-Інгуській республіці» президія ОКЧН оголосив мобілізацію всіх осіб чоловічої статі від 15 до 55 років, привів у бойову готовність Національну гвардію, прийняв постанову із закликом до збройного захоплення влади в республіці аж до військової конфронтації з Центром, розцінив постанову президії російського парламенту як втручання у внутрішні справи Чечні.
15 жовтня голова КДБ УРСР Віктор Іваненко направив в Грозний телефонограму, в якому говорилося, що «з метою виключити спроби втягування співробітників КДБ в політичне протиборство, керівництво КДБ Росії ухвалило рішення про припинення діяльності КДБ Чечено-Інгушетії до 27 жовтня 1991 року». Наказом голови КДБ СРСР тимчасове виконання обов'язків голови КДБ Чечено-Інгушської АРСР покладено на заступника голови комітету підполковника Ахмета Хатаєва.
19 жовтня Президент РРФСР Борис Єльцин звернувся до лідерів Виконкому ОКЧН з вимогою припинити протиправні дії і беззастережно підкорятися закону, звільнити захоплені будівлі, здати зброю і запропонував спільно з ВПС виробити шляхи політичного розв'язання конституційної кризи.
27 жовтня 1991 Джохар Дудаєв був демоератично обраний першим президентом Чеченської Республіки. За даними Центрвиборчкому у виборах взяли участь 72% виборців, за Д. Дудаєва проголосували 90,1%.
Одночасно відбулися вибори парламенту Чеченської республіки. Також виконком ОКЧН оголосив про мобілізацію та створення збройних сил та Національну Гвардію для оборони  Чеченської Республіки від можливої агресії Росії.
28 жовтня спільна сесія Виконкому ОКЧН, членів парламенту, Ради старійшин, представників духовенства, суспільно-політичних партій і рухів прийняла постанову, в якій вибори Президента Чечні визнаються дійсними і законними. У Грозному пройшов мітинг, організований Комітетом громадського руху за демократичні реформи, з вимогами проведення референдуму з питання президентства в Чечено-Інгушетії, визнання незаконними виборів 27 жовтня, недопущення виходу республіки з РРФСР та її розділу.
ВПС і його прихильники оголосили вибори 27 жовтня сфальсифікованими і відмовилися визнати їх підсумки. Не визнали результати виборів Рада міністрів Чечено-Інгушетії, керівники підприємств і відомств, керівники ряду районів автономної республіки. 2 листопада З'їзд народних депутатів РРФСР офіційно заявив про невизнання цих виборів, так як вони пройшли з порушеннями чинного законодавства. Дудаєву відмовився підкорятися Надтеречний район.
Першим своїм указом від 1 листопада 1991 Дудаєв знову проголосив незалежність Чеченської Республіки Ічкерія (ЧРІ) від РРФСР і СРСР, що не був визнаний  російською владою.
7 листопада видано указ президента РРФСР про введення надзвичайного стану на території Чечено-Інгушетії, однак у відповідь на цей указ проходять акції протесту, блокування будівель МВС, вимоги до особового складу МВС присягнути Дудаєву, блокування розташування полку ВВ, дислокованого в Грозному. Лідери опозиційних партій і рухів заявили про підтримку президента Дудаєва і його уряду, що взяв на себе місію захисту суверенітету Ічкерії. Тимчасовий Вища Рада і його ополчення розпалися в перші дні кризи.
8-9 листопада — на військовому аеродромі Ханкала поблизу Грозного приземлилися два військово-транспортних літаки з загонами спецназу на борту. Планувалося, що спецназ буде озброєний зі складів місцевого гарнізону. Однак, аеродром блокується гвардійцями Дудаєва, вихід з літаків неможливий, тому вранці 9 листопада літаки відлітають.
8 листопада чеченські гвардійці блокували будівлі МВС і КДБ, а також військові містечка.
11 листопада Верховна Рада РРФСР відмовився затвердити указ президента Єльцина про введення надзвичайного стану в Чечено-Інгушетії.
27 листопада Д. Дудаєв видав указ про націоналізацію озброєння і техніки військових частин, що знаходяться на території республіки.
29 листопада парламент Чечні прийняв постанову про скасування в республіці існуючих органів влади ЧІАССР і створення комітетів місцевого самоврядування, діють до виборів місцевих органів влади.
30 листопада — 1 грудня 1991 р. у трьох інгушської районах Чечено-Інгушетії — Малгобекському, Назранівському і Сунженському — пройшов референдум «Про створення Інгушської Республіки у складі РРФСР з поверненням незаконно відторгнутих інгушської земель і зі столицею в р. Владикавказ». У референдумі брали участь 75% інгушського населення, 90% висловилися «за».

## Пострадянський період
7 листопада 1991 президент Росії Борис Єльцин видав указ Про введення надзвичайного стану в Чечено-Інгушській республіці. У відповідь на це Дудаєв ввів на її території воєнний стан. Верховна Рада Росії, не затвердив президентський указ.
25 січня 1992 Дудаєв видав розпорядження, в якому наказав Управлінню Центрального Банку РРФСР з Чечено-Інгушетії припинити всі види платежів в російський бюджет, а надходять на територію Чечено-Інгушетії зараховувати платежі в бюджет суверенної Чеченської Республіки.
5 лютого відбувається захоплення військового містечка внутрішніх військ та військових частин Радянської Армії з метою захоплення зброї та боєприпасів (понад 1000 одиниць зброї, 46 тонн боєприпасів та бойової техніки. Проведено евакуацію сімей військовослужбовців. Вбито 10, поранено 14 осіб.
1 березня зроблена КГБ організовує першу збройну спроба перевороту: захоплення антидудаєвської опозицією телебачення і радіо р. Грозному із застосуванням вогнепальної зброї (вимоги відставки Дудаєва, розпуску парламенту, організації нових загальних виборів). Дудаєв оцінив цю акцію, як спробу державного перевороту спецслужб Росії і зажадав притягнення винних до відповідальності. Національна гвардія відбила силові спроби опозиції повалити владу.
2 березня 1992 року в Лондоні російськими спецслужбами були убиті Руслан і Назарбек Уциєви, перший був заступником військового ради суверенної республіки. У братів було важливе завдання чеченського уряду провести переговори про друкування чеченських грошей і паспортів, а також домовитися про постачання 2 тисяч портативних ракет «Стінгер» типу «земля — повітря».
Навесні 1992 року в Сочі і Дагомисі відбулися два раунди переговорів між групами експертів Верховної Ради РРФСР і Парламенту Чечні, проте до конкретних угод сторони не прийшли.
З березня 1992 р. по січень 1993 р. проведено кілька (в цілому безуспішних) раундів консультацій і переговорів між російською і чеченської делегаціями,.
2 березня 1992 парламенту Ічкерії прийняв конституцію республіки, оголосивши Чеченську Республіку «суверенною демократичною правовою державою, створеним в результаті самовизначення чеченського народу».
3 березня 1992 Джохар Дудаєв заявив, що Чечня сяде за стіл переговорів з російським керівництвом тільки в тому випадку, якщо Москва визнає її незалежність.[джерело не вказане 2352 дні]
31 березня парламент Ічкерії перевів під юрисдикцію чеченських влади всі військові частини, озброєння і військову техніку Збройних Сил колишнього СРСР, які перебували на території самопроголошеної республіки.
26 травня за ініціативою чеченської сторони проведені консультації російських і дудаевских робочих груп експертів з вироблення взаємоприйнятних підходів до проведення повномасштабних переговорів щодо врегулювання відносин Чечні з Центром, визначення статусу Чечні та розробці засад двосторонніх відносин. Переговорний процес прийшов в глухий кут у зв'язку з відмінностями у вихідних посилках сторін.
До 8 червня 1992 року з Чечні були виведені всі  колишні радянські війська. Начальник Грозненського гарнізону генерал Петро Соколов за вказівкою головнокомандувача Об'єднаними Збройними силами СНД маршала Євгена Шапошникова і міністра оборони Павла Грачова залишив у Грозному практично всі озброєння (у тому числі танки, бронетехніку, артилерійські системи, автоматичну зброю, патрони і снаряди).
30 жовтня 1992 року в Приміському районі Північної Осетії почався інспірований спецслужбами КГБ збройний осетино-інгушський конфлікт. 2 листопада Дудаєв заявив про нейтралітет Чечні, проте під час загострення конфлікту російські війська вийшли на адміністративний кордон Чечні.[джерело не вказане 2326 днів]
На початку листопада 1992 року російсько-чеченські відносини різко загострилися через військову окупацію російськими військами території Інгушетії (у зв'язку з інгушско-осетинським конфліктом) і їх просування до кордонів суверенної Чеченської Республіки Ічкерія.
10 листопада Джохар Дудаєв ввів на території Чечні надзвичайний стан у зв'язку із загостренням інгушсько-осетинського конфлікту та небезпекою від можливих військових дій російських військ. У  сувереній Чеченській Республіцій Ічкерія. введена єдина мобілізаційна система і система самооборони.
13-15 листопада у результаті переговорів у Назрані між представниками російського уряду (Е. Гайдар, С. Шахрай, А. Котенков) і представниками керівництва ЧРІ (Яраги Мамадаев, Ібрагім Сулейменов) було досягнуто згоди про умови і порядок роз'єднання російських військ і чеченських формувань.
15-16 листопада у чеченському керівництві виник  конфлікт між президентом і першим віце-прем'єром зв'язку з відмовою Д. Дудаєва визнати угоду в Назрані. До кінця 17 листопада згода з питання роз'єднання військ було досягнуто.
18 листопада була досягнута домовленість між урядово-парламентськими делегаціями Чечні та Росії про розведення російських і чеченських збройних формувань.
19 листопада 1992 розпорядженням заступника голови уряду РФ С. Шахрая оголошена підвищена боєготовність в районі чечено-інгушського конфлікту, під час загострення інгушсько-осетинської війни російські війська вийшли на рубежі Чечні (Сунженський і Малгобекский райони).
З кінця 1992 р. загострилися внутрішні суперечності в Москві і в Грозному вже не давали сторонам ні поля, ні часу для політичного маневру у взаєминах.
Росія створила економічну блокаду із метою нагнітання соціально-економічної кризи для упокорення та окупації Чечні
Ситуація навколо Чечні надавала можливості для масштабних зловживань і розкрадань: здійснювалася незаконна торгівля зброєю, нафтопродуктами і наркотиками, проводився безмитне ввезення та вивезення товарів. На чеченських НПЗ перероблялася західносибірська нафта, нафтопродукти експортувалися через чорноморські порти вже як офшорна власність, не облагавшаяся податками. Майже всі численні збройні структури в Чечні займалися розкраданням нафтопродуктів під виглядом їх охорони. Регулярно піддавалися розграбуванню російські поїзди, що проходили транзитом через Чечню. Тільки в 1993 році були здійснені напади на 559 поїздів, було розграбовано 4000 вагонів. У 1992-1994 роках загинули більше 20 співробітників залізниці.
Масовий характер прийняли сумнівні фінансові операції (міжбанківські перекази неіснуючих коштів з подальшим переведенням у готівку), в яких брали участь багато російських і прибалтійські банки та їх філії в Чечні і сусідньому Дагестані — зокрема, з допомогою так званих «чеченських» фальшивих авізо. Вважається, що таким чином в кишені злочинців потрапило до 5 мільярдів доларів США. Ці кошти використовувалися в ході приватизації багатьох російських підприємств. Грозненський аеропорт став найбільшим центром контрабанди (в тому числі зброї та наркотиків), оскільки на території Чечні не діяли федеральні митні органи. Через Чечню на територію Росії ввозилися фальшиві долари і радянські рублі з республік колишнього СРСР (радянські банкноти до того часу були виведені з обігу в Росії і не приймалися в якості платіжного засобу). Дудаєв і його чиновники вільно вилітали за кордон через російський повітряний простір. Чечня стала притулком для багатьох російських кримінальних та економічних злочинців, які переховувалися тут після вчинення злочинів. Тут процвітали викрадення і торгівля людьми.[джерело не вказане 2352 дні]
Одночасно російські силові структури використовували непідконтрольну Чечню для дій у власних кордонів.[джерело не вказане 2326 днів] Чеченці і представники інших північнокавказьких республік в 1992 воювали в бунтівній Абхазії проти грузинської армії в складі сил Конфедерації гірських народів Кавказу, командував ними Шаміль Басаєв .[джерело не вказане 2326 днів]
9 січня 1993 року Чечено-Інгушська Республіка юридично припинила своє існування і створена Чеченська Республіка у складі Російської Федерації.
14 січня в Грозному представники Росії (віце-прем'єр РФ С. Шахрай, голова Ради національностей Верховної Ради РФ Р. Абдулатипов, заст.міністра у справах національностей РФ С. Шуйков) і Ічкерії (голова Парламенту Х. Ахмадов, перший заст.голови Парламенту Б. Межидов, голова комітету у закордонних справах Парламенту Ю. Сосламбеков, представник Ічкерії в Москві Ш. Юсупов) підписали протокол про наміри, в якому підтвердили готовність обговорювати договір про нормалізацію відносин. У той же день документ був дезавуйований президентом Д. Дудаєвим.
10 лютого на зустрічі опозиційних сил Чечні для вироблення єдиної програми виходу з політичної та економічної кризи поставлено питання про взаємини з Росією, висловлювалися думки про необхідність проведення референдуму щодо визначення форми відносин з Росією.
19 лютого Джохар Дудаєв стверджує нову Конституцію і встановлює режим президентської республіки.
22 лютого опитуванням громадян, в якому з 117 тис. чол. 112 тис. громадян Чечні висловилися за ухвалення нової Конституції, якою був встановлений режим президентської республіки.
15 квітня початок безстрокового мітингу опозиційних Дудаєву партій і рухів Чечні на Театральній площі в Грозному.
В обстановці загострення кризи влади 17 квітня 1993 року Джохар Дудаєв розпустив кабінет міністрів Чеченської Республіки Ічкерія, парламент, Конституційний суд Ічкерії і Грозненское міське збори, ввів пряме президентське правління на всій території Чечні і комендантську годину.
25 травня Парламенту Ічкерії, призначений ним уряд і муфтіят у зверненні до громадян Чечні закликали їх стати на захист конституції, відновити в самопроголошеній республіці законну владу.
28 травня Конституційний суд Ічкерії виніс рішення про визнання дій Д.Дудаєва злочинними, вчиненими з метою незаконного захоплення влади, позбавлення парламенту повноважень.
2 червня здійснено перший замах на Дудаєва.
4 червня 1993 спецпідрозділ дудаевской національної гвардії взяла штурмом будівлю Грозненського міського зібрання, де проходили засідання Парламенту і Конституційного суду ЧРІ. В результаті загинуло 58 осіб і поранено близько 200. 5-6 червня 1993 року та ж гвардія розігнала мітинг прихильників парламенту. Парламент, Конституційний суд, Грозненское міське збори були розігнані; постійно діючий (з 15 квітня) мітинг опозиції на Театральній площі зважаючи на загрози збройних зіткнень в столиці саморозпустився.
Призначений парламентом на 5 червня референдум про довіру президенту і парламенту Чечні і про форму державного устрою не відбувся — бюлетені були знищені озброєними прихильниками Д. Дудаєва в будівлі Центрвиборчкому ЧРІ. В сутичках загинуло, за різними даними, від 7 до 50 осіб. Дудаєв позбувся легальної опозиції, її збройні прихильники відступили в Надтеречный і Урус-Мартановский райони Чечні.
12 червня мешканці Надтеречного району постановили вважати не дійсними на території району всі розпорядження Дудаєва і очолюваного ним уряду Ічкерії.
17 червня Рада Національностей Верховної Ради РФ прийняла заяву, в якій закликав федеральні органи влади негайно зробити необхідні кроки з нормалізації становища в Чечні, захист прав і свобод особистості.
7 серпня другий замах на Дудаєва шляхом обстрілу Будинку уряду (замах звинувачений Б. Гантемиров).
Після дудаевского перевороту та проголошення суверенної Ічкерії» послідувала реакція в Інгушетії — тут відбувся референдум, на якому населення республіки проголосувало за її самостійність у рамках Федерації (тобто відділення від Чечні). Договір «Про засади визначення меж Чеченської і Інгушської республік» був підписаний 23 липня 1993.[джерело не вказане 2331 день]
Каральні рейди озброєних прихильників Д. Дудаєва в рівнинних районах у червні-серпні 1993 р. сприяли переростанню громадянського протистояння в збройний конфлікт. Першим збройну боротьбу проти режиму Дудаєва почав Комітет національного порятунку (КНС) на чолі з колишнім прихильником президента І. Сулейменовым.
13 жовтня спроба повалення Уряду Дудаєва. Відмова влади Ічкерії від участі у виборах в Державну Думу РФ (вибори в Чечні не проводилися).
6 листопада Борис Єльцин схвалює пропозиції Сергія Шахрая з врегулювання ситуації навколо Чечні в контексті нових умов. Передбачалося організувати переговори, з тим щоб змусити Чечню зняти питання про самовизначення поза Росії «на тлі силового тиску» (аж до повалення Дудаєва і заміни його на політиків, лояльних Москві).
16-17 грудня КНС разом із польовими командирами чеченських добровольців в Абхазії оточили резиденцію Дудаєва і висунули низку політичних вимог (у тому числі призначити парламентські вибори, розмежувати повноваження президента і прем'єр-міністра, створити шаріатський суд та ін.). Однак до кінця грудня польові командири перейшли на бік президента.
16 грудня 1993 р. був створений Тимчасовий Рада Чеченської Республіки, який об'єднав опозиційні Д.Дудаєву сили. Головою Тимчасової ради обрано Умар Автурханов, глава адміністрації Надтеречного району, півроком раніше оголосив про непокору адміністрації Дудаєва.
Єльцин зробив заяву про закриття кордону з Чечнею і взяття під контроль проходять через неї залізниць.
У січні 1994 р. формування КНС зробили спробу атакувати позиції урядових військ поблизу Грозного, але 9 лютого В. Сулейменов був захоплений співробітниками дудаевского департаменту держбезпеки, після чого його угруповання розпалося.
У посланні Федеральним Зборам РФ Єльцин заявив, що основою для врегулювання відносин «можуть стати проведення в Чечні вільних демократичних виборів і переговори щодо розмежування повноважень з федеральною владою».
14 квітня Єльцин дає доручення уряду провести консультації з Грізним і на їх основі підготувати договір з Чеченської Республікою.
26 травня і 29 липня 1994 чеченські екстремісти вчинили терористичні акти за межами Чечні. У р. Мінеральні Води двічі відбулося захоплення заручників, у тому числі дітей. Загинуло 4 людини.
Наприкінці 1993 опозиція розпочала партизанську війну проти Дудаєва, і влітку 1994 запросила допомоги у Росії, яка була надана, оскільки чеченці систематично грабували прикордонні з Чечнею території і займалися всілякої злочинною діяльністю по всій країні.
Влітку 1994 року збройну опозицію очолив Тимчасовий Рада Чеченської Республіки (ВСЧР).
2 червня загін Руслана Лабазанова скоїв збройний напад на грозненський Будинок радіо, а 12 червня відбувся мітинг озброєних прихильників опозиції, висунули політичні вимоги до уряду Дудаєва. 13 червня збройні формування ЧРІ штурмом взяли базу Лабазанова, загін якого був неуважний. Загинуло кілька десятків чоловік.
3-4 червня 1994 року З'їзд народів Чечні, скликаний ВСЧР в селищі Знам'янському Надтеречного району, висловив недовіру президенту Д. Дудаєву і його адміністрації і затвердив Тимчасовий Рада, до проведення виборів «наділивши його повноваженнями вищого органу державної влади».
8 червня заступник директора, начальник управління ФСБ по Москві і Московській області генерал-майор Євген Савостьянов направив Шахраю абсолютно секретний лист з пропозиціями щодо діяльності ФСК в Чечні.
30 липня Тимчасовий Рада ухвалила Декрет про владу, яким проголосив відсторонення від посади президента Д. Дудаєва і взяв на себе «всю повноту державної влади» в Чеченській Республіці.
У липні-серпні 1994 року опозиційна група колишнього мера Грозного Бислана Гантамирова встановила контроль над р. Урус-Мартаном та основною територією Урус-Мартанівського району, а група колишнього начальника охорони Дудаєва Руслана Лабазанова — над р. Аргун. Одночасно в селищі Толстой-Юрт Грозненського району виникла Миротворча група Руслана Хасбулатова, який, виступаючи в якості керівника миротворчої місії, фактично підтримував вимоги опозиції.
2 серпня голова Тимчасової ради У. Автурханов звернувся до Єльцина з проханням вважати Тимчасову раду єдиним законним органом влади в Чечні і надати йому підтримку. Однією з основних своїх завдань Тимчасова рада оголосив підготовку та проведення виборів і формування уряду національного відродження. Дудаєв оголошує Автурханова зрадником Батьківщини. Кремль фактично визнає Тимчасовий Рада як орган влади Чечні, виділивши йому 150 млрд руб. і взявши участь у здійснюваних нею військових діях проти уряду Дудаєва.
11 серпня було оголошено про формування Тимчасового уряду Чечні у складі Росії (голова — директор радгоспу Алі Алавдинов, віце-прем'єр — Бадруддін Джамалханов).
15-17 серпня відбувається домовленість про об'єднання опозиційних сил. Верховним головнокомандувачем збройних формувань опозиції стає Беслан Гантемиров.
17-20 серпня відбулася невдала спроба збройних формувань Тимчасового ради Чечні оволодіти Грізним (початок громадянської війни).
22 серпня колишній голова Верховної Ради Росії Руслан Хасбулатов в якості керівника миротворчої місії направив ультиматум з вимогою до 25 серпня піти у відставку.
29 серпня на зустрічі лідерів опозиційних груп (У. Автурханов, Р. Хасбулатов, Р. Лабазанов, Б. Гантамиров) в Надтеречном районі було вирішено об'єднати дії супротивників режиму під егідою Тимчасової Ради. Командувачем збройними формуваннями опозиції став Б. Гантамиров.
В кінці серпня-вересні 1994 р. формування Тимчасового Ради, створені при сприянні російських силових структур (операцію з озброєння опозиції займався начальник Московського управління ФСК Е. Севастьянов), почали військові дії проти режиму Дудаєва.
3 вересня у зверненні Уряду Росії до чеченському народу у зв'язку із загостренням обстановки в Чечні удаеву запропоновано знайти мужність і гідність піти у відставку (звернення сприйнято як втручання у внутрішні справи Ічкерії).
10-17 вересня гвардія Дудаєва розгромила в Урус-Мартанівському і Шалінському районах збройні формування опозиції.
17 вересня загони прихильників Дудаєва оточили с. Товстої Юрт. 20 вересня У. Автурханов заявив, що мирні шляхи вирішення чеченської проблеми практично вичерпані і що Тимчасовий рада має повне право «завдати по режиму Дудаєва такий удар, щоб він упав».
27 вересня збройні формування Ічкерії невдало атакували опозицію в Надтеречном районі, і одночасно загони опозиції з боку Урус-Мартана здійснили наліт на передмістя Грозного Чорноріччя, ними був захоплений прокурор ЧРІ Усман Имаев.
28 вересня формування ЧРІ відійшли від с. Толстой Юрт. Прес-служба Уряду РФ заявила, що напад збройних формувань Дудаєва на населені пункти Надтеречного району означає остаточну відмову влади Ічкерії від мирного вирішення кризи.
30 вересня «непізнані» вертольоти, нібито належать опозиції, обстріляли аеропорт «Північний» (знищено п'ять цивільних і два військових літаки) та навчальний авіаційний центр в станиці Калиновська.
13 жовтня збройні формування Ічкерії атакували базу загонів опозиції в районі села Гехи. 15 жовтня загони опозиції в свою чергу атакували Грозний: Беслан Гантемиров — з півдня, Умар Автурханов і Руслан Лабазанов — з півночі; однак атакуючі були зупинені. Основна маса населення Чечні займає вичікувальну позицію. Працює опозиційний канал телебачення. Взяті під контроль східна і північно-західна частини Грозного.
16 жовтня загони опозиції відступили на вихідні рубежі — в села Знам'янське і Гехи. Сили чеченських сепаратистів знову взяли під контроль столицю та інші населені пункти.
До листопада 1994 р. опозиція відрізала Грізний від основної території Чечні і фактично «замкнула» Дудаєва і його прихильників у столиці.
3-9 листопада офіцери Управління ФСК по Чеченській Республіці, що діє при Тимчасовому раді Чечні, з санкції Управління по боротьбі з тероризмом (начальник — генерал-лейтенант А. П. Семенов) та Управління військової контррозвідки (начальник — генерал-полковник А. А. Моляков) ФСК Росії вербують у частинах Московського округу танкістів. Відправкою військовослужбовців на Кавказ, яку санкціонує начальник Генерального штабу генерал-полковник Михайло Колесніков, керує заступник міністра у справах національностей Олександр Котенков. До 16 листопада найманці прибувають в Моздок і ведуть підготовку 40 танків до кидка на Грізний.
17 листопада Тимчасовий рада Чечні почав підготовку свого останнього наступу на Грозний. З Москви в Моздок прилетіла велика група офіцерів на чолі з Михайлом Колесніковим, безпосереднє керівництво бойовими діями було покладено на заступника командира 8-го Волгоградського армійського корпусу Р. Н. Жукова.
23 листопада колишній міністр хімічної та нафтопереробної промисловості СРСР Саламбек Хаджі очолив проросійський Уряд національного відродження Чечні.
24 листопада відбувається четвертий, найбільш потужний наліт 9 вертольотів Збройних Сил Чечні Грозний.

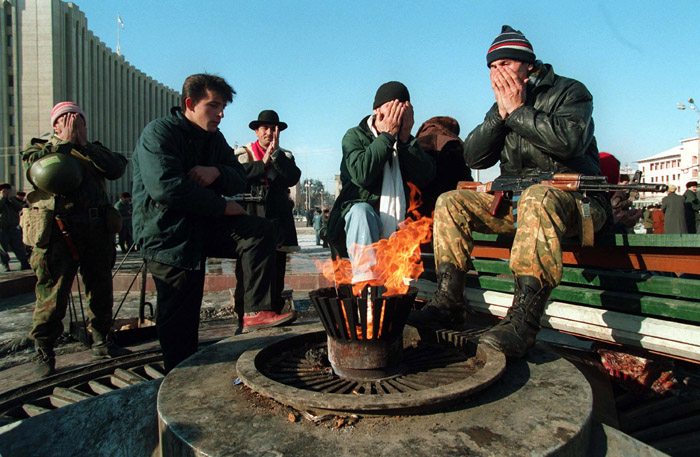
Дудаєвці у «Президентського палацу» в Грозному, 1994 рік.

26 листопада 1994 російські ЗМІ оголосили, що антидудаевская опозиція, озброєна всіма видами зброї аж до танків (5000 опозиціонерів плюс 85 російських солдатів і 40 танків), увійшла в Грозний. Штурм закінчився повним провалом (втрати штурмуючих становили близько 500 чоловік убитими, близько 40 танків). Серед полонених виявилися військовослужбовці Збройних Сил Російської Федерації, заявили перед телекамерами, що служать у військових частинах, дислокованих у Підмосков'ї.
Починаючи з 27 листопада у Грозному кореспондентам телевізійних агентств показували полонених, які зізнавалися, що вони — російські військовослужбовці, найняті за контрактом ФСК. Атака сил опозиції на Грізний відбита і вони відійшли на вихідні позиції в район села Товстої Юрт.
28 листопада міністр оборони Росії Павло Грачов публічно заперечує участь його підлеглих у штурмі, назвавши таку версію «маячнею». Представники МВС і ФСК настільки ж упевнено заперечували свою причетність до подій у Грозному.
29 листопада лідер чеченських сепаратистів Джохар Дудаєв заявив, що полонених розстріляють, якщо російська сторона не визнає їх своїми. Проте офіційні особи Росії як і раніше відмовлялися від них. Борис Єльцин звернувся до учасників внутричеченского конфлікту з вимогою протягом 48 годин припинити вогонь і розпустити всі збройні формування.
Особливості етнічного складу захисників Грозного від штурму антидудаевской опозиції зазначав колишній кореспондент газети Верховної Ради Республіки Білорусь «Народна газета» очевидець Олександр Очеретний:
У тій же статті кореспондент Олександр Очеретний згадував, що значну частину танкістів полонили, багатьох з побросавших зброю піхотинців — теж. Проте в полон брали тільки солдат і офіцерів слов'янської зовнішності, що траплялися серед бранців чеченців розстрілювали на місці пострілом у живіт.
Через кілька днів тут почалася сама кровопролитна війна на всьому пострадянському просторі, яка призвела до масових руйнувань та загибелі тисяч мирних жителів і військовослужбовців федеральних військ.
За опублікованими Держрадою Чечні даними, з 1991 по 2005 рік у Чечні загинули 160 тисяч осіб, з яких лише 30-40 тисяч були чеченцями. Більшість жертв конфлікту — росіяни, також постраждали дагестанці, інгуші та інші народи, які проживали в Чечні. Згодом голова Держради Чечні Таус Джабраїлов зазначив, що число загиблих їм були включені всі безвісти зниклі в Чечні, і що названі ним цифри не можуть вважатися офіційними, так як їх не можна підтвердити документально. Наведені ним дані ставилися під сумнів газетою International Herald Tribune і радіо Вільна Європа Є й інші оцінки втрат, часто кардинально розходяться між собою.
Так Ахмед Закаєв, заявляв про загибель понад 200 тисяч жителів Чечні різних національностей.
За даними розслідування історика і демографа Олександра Бабьонишева, опублікованого в «Новій Газеті» наприкінці 2005 року — бойові втрати чеченської сторони склали близько 8,5 тисяч мирних жителів і 16,5 тисяч бойовиків, ще приблизно 40 тисяч складають втрати від погіршення умов життя. Приблизно 7-10 тисяч цивільних осіб інших національностей. Втрати Федеральних сил оцінюються як 12-15 тисяч солдатів і офіцерів.

### Перша російсько-чеченська війна

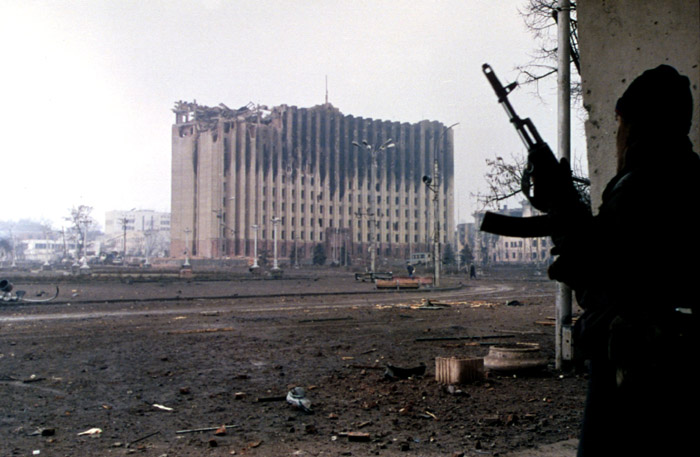
«Президентський палац» в Грозному, січень 1995 р. Фото Михайла Євстаф'єва

У кінці листопада 1994 року російське керівництво ухвалило рішення про проведення на території Чеченської Республіки відкритої військової операції під приводом «наведення конституційного порядку» (засідання Ради безпеки РФ 29 листопада, секретний указ Президента РФ від 30 листопада № 2137 «Про заходи з відновлення конституційної законності і правопорядку на території Чеченської Республіки»).
Указ передбачав здійснення заходів надзвичайного стану в Чечні, надавав особливі — в тому числі і не передбачені Конституцією і законами РФ — повноваження групі керівництва діями з роззброєння і ліквідації збройних формувань.
Борис Єльцин висуває ультиматум — або в Чечні припиняється кровопролиття, або Росія буде змушена «піти на крайні заходи».
30 листопада Грачов заявив, що «почалася операція по примусовому переміщенню в центральні регіони Росії офіцерів російської армії, які воюють проти Дудаєва на боці опозиції». У той же день в телефонній розмові міністра оборони РФ з Дудаєвим була досягнута домовленість про «недоторканності російських громадян, захоплених в Чечні». Створена група керівництва діями по роззброєнню бандформувань в Чечні в складі: Миколи Єгорова, Віктора Єріна, Павла Грачова, Сергія Степашина, Анатолія Куликова, Сергія Юшенкова та ін
За розпорядженням Павла Грачова на кордоні з Чечнею з 1 грудня була створена угруповання з армійських частин, внутрішніх військ та спецпідрозділів (війська Північно-Кавказького військового округу були приведені в підвищену бойову готовність ще у вересні).
1 грудня 1994 року був виданий указ президента РФ «ПРО деякі заходи щодо зміцнення правопорядку на Північному Кавказі», яким пропонувалося всім особам, які незаконно володіють зброєю, добровільно здати його до 15 грудня органам правопорядку Росії.
Від імені Єльцина було заявлено, що для порятунку «російських воїнів» компетентні органи вживатимуть «всі необхідні заходи». Міністерство оборони РФ, проте, направило в Державну Думу лист, в якому стверджувалося, що люди, взяті в Чечні в полон, в російській армії не служать.
1-3 грудня бомбардування Грозного спостерігали в Грозному депутати Державної Думи від фракції «Вибір Росії» і «Яблуко». Вони провели переговори з Дудаєвим. Була досягнута домовленість про звільнення полонених. Двох вызволенных з полону депутати вивезли до Москви, де їх на прес-конференції представив Сергій Юшенков.
2 грудня «Известия» опублікували статтю, в якій наводилися документи, які доводять, що полонені в Грозному військовослужбовці були найняті ФСК РФ, яка тепер була змушена визнати свою причетність до цієї операції.
3-6 грудня у Грозному побувала група депутатів Державної Думи РФ від ЛДПР на чолі з О. Ю. Логіновим. В результаті зустрічі влади Ічкерії звільнили ще двох полонених.
4 грудня парламент Конгресу народів Кавказу ухвалив рішення про надання народами Північного Кавказу допомоги Чечні в разі введення російських військ.
5 грудня, після звістки про плановану військової операції в Грозний прибули депутати демократичних фракцій Державної Думи РФ (Сергій Юшенков, Григорій Явлінський та інші). Вони запропонували Дудаєву в обмін на звільнення полонених самим залишитися в Грозному, щоб спробувати перешкодити штурму. Пропозицію було відхилено, і 7 грудня їм було передано ще сім полонених військовослужбовців.
8 грудня відбулося закрите засідання Державної Думи РФ з приводу чеченських подій. Незважаючи на зовнішню конфронтаційність виступів, їх основна ідея полягала в тому, що чеченський конфлікт повинен бути вирішений мирним шляхом. Дума прийняла постанову «Про ситуацію в РЕСПУБЛІЦІ та заходи щодо її політичного врегулювання», згідно з яким діяльність виконавчої влади по вирішенню конфлікту визнана незадовільною. Група депутатів направила Єльцину телеграму, в якій попередила його про відповідальність за кровопролиття в Чечні і зажадала публічного роз'яснення своєї позиції.
У Грозному Д.Дудаєв передав сімох військовослужбовців в руки повноважного представника міністра оборони РФ В.Чижа. У полоні ще залишалися солдати, зокрема тяжко поранений Пришаков.
На Миколи Єгорова покладено обов'язок з координації всіх силових структур з відновлення правопорядку в Чечні.
9 грудня Б. Єльцин підписав указ «Про заходи з припинення діяльності незаконних збройних формувань на території Чеченської Республіки і в зоні осетино-інгушського конфлікту». У той же день Уряд РФ прийняв постанову № 1360, що передбачає використання Збройних Сил для проведення операції на території Чеченської Республіки.
З 9 грудня у Владикавказі почалися переговори між робочими групами уряду РФ і уряду самопроголошеної ЧРІ, однак вранці 11 грудня, під час переговорів, почалося введення російських військ на територію Чечні.
10 грудня Джохар Дудаєв заявив, що готовий піти на вільні вибори протягом місяця без виставлення своєї кандидатури, якщо Росія і світова спільнота визнають незалежність Ічкерії.
11 грудня 1994 року, на підставі указу президента РФ Бориса Єльцина від 09.12.1994 № 2166 «Про заходи з припинення діяльності незаконних збройних формувань на території Чеченської Республіки» підрозділи Міноборони і МВС Росії увійшли на територію Чечні.
14 грудня передано Звернення Уряду РФ до учасників внутричеченского конфлікту із закликом скласти зброю. Переговори були припинені після того, як російська сторона зажадала від чеченської делегації підписати документ, згідно з яким Чечня визнавала себе суб'єктом Російської Федерації.
17 грудня указом Президента РФ було створено Територіальне управління федеральних виконавчих органів влади в Чеченській Республіці.
23 грудня Держдума прийняла заяву з вимогою негайно ввести мораторій на бойові дії в Чечні і приступити до переговорів, а також звернення з висловленням співчуття джерел і близьким загиблих.

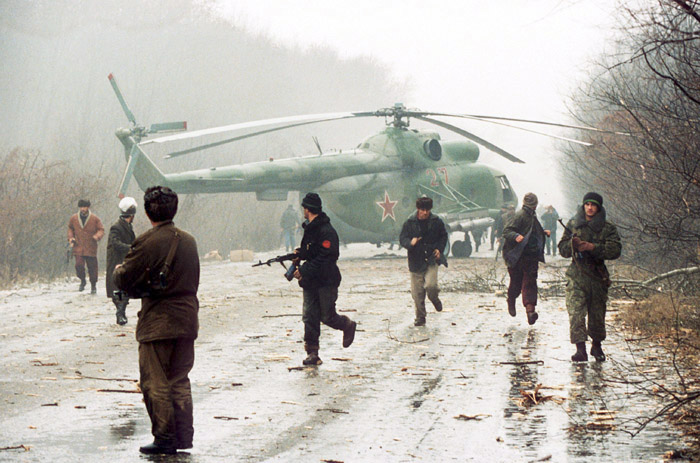
Вертоліт, збитий чеченськими бойовиками, грудень 1994 р. Фото Михайла Євстаф'єва

В цілому на операцію було мобілізовано приблизно 40 тис.чол., з місцевого військового округу, з Пскова, з Волги, з Уральського ВО, з Хабаровська, Казані, з усіх флотів. Експедиційна група була складена з малих підрозділів.

Чеченські НВО, з кваліфікованим оцінками, налічували на той момент від 11-12 до 15 тис. чол. На стороні Дудаєва воювало понад 5000 найманців з 14 держав близького і далекого зарубіжжя (у тому числі з Афганістану, Пакистану, Туреччини, Боснії, Прибалтики, Грузії, України, Азербайджану, Йорданії, Таджикистану і російські найманці). За тими ж даними майже половина найманців були вихідцями з Грузії, Азербайджану, Дагестану, 700 людей з Афганістану, за 200 — з Балтії (включаючи жінок) і Туреччини, 150 з України (багато з УНА-УНСО), 100 — вихідці з арабських країн, середній оклад найманця складав від 200 до 800 доларів в день плюс бонуси (800 за вбитого офіцера, 600 за солдата, 1200 за виведену з ладу бронетехніку), а в середині грудня оцінювали оклад найманця в 800-1000 доларів, так само проводилися додаткові виплати за виконану роботу. «Російська газета» відзначала, що
«Внутрішній російський, вірніше, чеченський ринок трохи дорожче. Найбільш оплачувана професія — снайпер. У нього солдатів оцінюється в 50 доларів, офіцер — 200. Підрив будь бронетехніки коштує приблизно 600 доларів. За підбитий літак або вертоліт можна купити будинок. Часто навіть не в Чечні.». В ході чеченських кампаній бойовики намагалися в першу чергу знищити службових собак, на яких тоді була оголошена справжнє полювання. За кожного вбитого пса ватажки бандгруп виплачували до п'яти тисяч доларів — як за підбитий танк або БТР.
 Зустрічалися також ополченці, які воювали з ідейних міркувань (наприклад, ті самі УНА-УНСО), деякі потрапляли до лав під погрозами (багато російські та представниці «білих колготок»)[джерело?].
«Дудаєвці» мали на озброєнні значна кількість важкого озброєння і техніки. Тільки в 1991-1992 рр. ними було захоплено на військових складах і базах зберігання 42 танка Т-62 і Т-72, 34 БМП-1 і БМП-2, 30 БТР-70 і БРДМ, 44 МТЛБ, 139 артилерійських систем (в тому числі 30 САУ 2С1, 2С3 і гаубиць Д-30), 18 протитанкові гармати МТ-12 калібру 100 мм, 5 ЗРК, 25 зенітних установок, 18 РСЗВ "Град". Були у бойовиків і дві пускові установки ОТР «Луна-М», щоправда, без ракет і в несправному стані. На чотирьох аеродромах республіки (Ханкала, Калиновська, Грозний-Північний і Катаяма) базувалося велику кількість навчально-бойових літаків, залишених Армавірської військово-авіаційним училищем: 111 L-39, 149 L-29, 3 , Міг-17, 2 Міг-15УТІ, а також 6 літаків Ан-2 і 2 вертольоти Мі-8.
До грудня 1994 року у ЗС Ічкерії було сформовано дві бригади, 7 окремих полків і три батальйони. Президентська гвардія складалася з 2 тис. осіб, підрозділи чеченського МВС і Департаменту держбезпеки — 3,5 тис. службовців. Ще до 40 тисяч осіб перебували в ополченні. Широко застосовувалися для ведення бойових дій та надання допомоги бойовикам «мирні жителі, особливо чеченські підлітки.
Ситуація ускладнювалася тим, що на керівництво Росії чинили тиск лідери західних країн, в першу чергу США, вимагаючи вирішити конфлікт мирним шляхом.
Армія увійшла в Чеченську республіку з трьох напрямків 11 грудня о 7 годині ранку з метою блокувати Грозний і потім поступово роззброювати фракції; передбачалося оточити місто протягом перших трьох днів, а потім примусити противника вибиратися з нього на південь, далі протягом 4-10 днів зайняти Грозний без боротьби, а потім деякий час чистити гори. Першими йшли десантники і спецназівці, потім армія, потім МВС, а Мі-24 та Су-25 прикривали колони з повітря.
Полковник ФСБ у відставці, депутат Державної Думи, Герой Росії Сергій Шаврін, в 1994 році керував групою Управління спеціальних операцій ФСБ, яка, за задумом командування, мала захопити палац Дудаєва, згадував наступне:
20-21 грудня почалися бої на підступах до Грізного.
В 5 ранку 22 грудня почався обстріл Грозного, але тільки 24 числа сталі з літаків розкидати листівки з поясненнями для російського населення, яке вважало, що війська йдуть їх звільняти і тому не рвалося покинути міста і сховатися в сільській місцевості, де, до того ж, у багатьох не було родичів. Хоча військові вимагали ще два тижні на підготовку, 26 грудня на Раді безпеки було вирішено штурмувати і скоріше.
23 грудня Держдума прийняла заяву з вимогою негайно ввести мораторій на бойові дії в Чечні і приступити до переговорів, а також звернення з висловленням співчуття родичам і близьким загиблих.
У Новорічну ніч штурм почався. Згідно з початковим планом, наступ належало провести з трьох сторін. Авіаційна підтримка забезпечена не була, і в будь-якому разі 1-2 січня була погана погода. Карти були тільки дрібномасштабні (1:50 тис. або навіть 1:100 тис.), і точних вказівок, що буде, командирам не дали. Більш того, танкістам не видали патронів для кулеметів, щоб відповідати вогнем на атаки зверху, із зони поза досяжності гармат, не пояснили, що робити і кому вони підпорядковуються, деякі машини для зручності неіснуючої авіапідтримки пофарбували по дахах білими смугами, так що противнику було легше цілитися. Західна і східна група рухатися до центру міста не стали, так що північна (131-я мсб і 81-й мсп) практично не зустрічаючи опору увійшла в центр поодинці, прямуючи до залізничного вокзалу. Зайнявши вокзал, командир 131-ї бригади полковник Іван Савін розмістив свою техніку на прилеглій вулиці як резерв. Після подбития першого і останнього танка колона опинилася під замком, і не могла відбиватися, оскільки кулеметами і артилерією не діставала ні верхні поверхи, ні підвали, де і гніздився супротивник. Дані про втрати сильно різняться, але ясно, що вони були великі, як у живій силі, так і в техніці. 106-й і 76-й дивізії відрядили на допомогу вже знищеним частинах вранці, але успіху вони не досягли.
3 січня почався новий наступ, шляхом захоплення міста поквартально з попередніми авіаударами і артпідготовкою.
19 січня 1995 федеральні війська взяли Президентський палац, після чого основні сили дудаевцев відійшли південні райони Чечні (батальйон Ш. Басаєва тримав оборону в передмісті Грозного сел. Чорноріччя до початку березня 1995 року).
До 22 лютого 1995 російська армія встановила контроль над Грізним і почала просування в південні райони Чечні, в кінці березня взяті штурмом Шалі, Аргун і Гудермес.
Після захоплення Грозного федеральними військами на території Чечні стали діяти республіканські органи влади, визнані російським керівництвом: Тимчасовий Рада і Уряд національного відродження Чеченської Республіки.
В якості тимчасового органу законодавчої влади Чечні діяв Комітет національної згоди (КНС), створений в кінці січня 1995 року в результаті консультацій прем'єр-міністра РФ Ст. Черномирдіна з лідерами чеченської опозиції і представниками чеченської діаспори. КНС був затверджений указом Єльцина від 27 січня 1995 року.
З квітня 1995 року формування Д. Дудаєва, за оцінками військових експертів, фактично трансформувалися у невеликі самостійні партизанські загони.
7-8 квітня федеральні війська провели операцію в с. Самашки, яка супроводжувалася численними жертвами серед мирного населення.
10 квітня федеральними військами були взяті райцентр Ачхой-Мартан і с. Закінчується, Коли Вийде-Юрт.
15-18 квітня федеральні війська намагалися захопити с. Бамут (Ачхой-Мартановский район), проте були відкинуті бойовиками.
До кінця квітня 1995 року федеральні війська фактично взяли під контроль всю рівнинну частину Чечні, а на ряді напрямків вклинилися в передгірні райони.
26 квітня під тиском протестів з боку російської і міжнародної громадськості президент РФ оголосив мораторій на військові дії в Чечні з 28 квітня по 12 травня. Фактично мораторій порушувався обома сторонами.
12 травня федеральні сили розпочали широкий наступ в передгірних районах, на веденському, шатойському і агиштынском напрямах.
3 червня федеральні війська оволоділи райцентром Ведено, який був важливим опорним пунктом прихильників Дудаєва.
13-14 червня федеральні війська захопили райцентр Шатой, який після відступу формувань Дудаєва з Грозного був столицею Чеченської Республіки Ічкерії.
14 червня був захоплений райцентр Ножай-Юрт.
В ході воєнних дій з 11 грудня 1994 року по 14 червня 1995 року (6 місяців) федеральними військами була захоплена практично вся територія Чечні за винятком важкодоступних високогірних районів на півдні і південно-сході республіки.
До літа 1995 року дудаевские збройні формування перебували на грані розгрому. Однак сталася подія, яка різко змінила хід бойових дій: 14 червня 1995 року відбувся рейд загону бойовиків під командуванням Шаміля Басаєва на місто Буденновск (Ставропольський край), який супроводжувався масовим захопленням заручників у місті. Ця акція привела до загибелі 150 мирних громадян. Після теракту в Будьоновську почалися переговори російських властей з дудаевскими представниками. Ці переговори паралізували дії російських силовиків і сприяли повної втрати перемоги над сепаратистами. Скориставшись перепочинком, дудаевские бойовики знову стали проникати в населені пункти Чечні. За літо-осінь 1995 року бойовиками було вбито кілька десятків будівельників, які приїхали відновлювати об'єкти в Чечні. У той же час в Грозному були здійснені замахи на командувача об'єднаним угрупуванням федеральних військ в Чечні Анатолія Романова і секретаря Радбезу РФ Олега Лобова.
30 липня в Грозному було підписано Угоду з мирного врегулювання ситуації в Чечні (по блоку військових питань), що передбачала припинення бойових дій, звільнення насильно утримуваних осіб, роззброєння і виведення військ з республіки. 1 серпня президент Д. Дудаєв висловив незадоволення підписаними документами. 2 серпня У. Имаев був відсторонений від керівництва урядовою делегацією, яку очолив міністр освіти самопроголошеної Чеченської Республіки Ічкерії Хож-Ахмед Яриханов.
У серпні-вересні 1995 року основними керівниками російсько-чеченських переговорів стали командувач об'єднаним угрупуванням російських військ в Чеченській Республіці генерал Анатолій Романов і начальник Головного штабу Збройних сил Ічкерії генерал Аслан Масхадов, очолили Спеціальну спостережну комісію (РНК), створену для контролю за дотриманням угоди по блоку військових питань.
На початку жовтня 1995 року голова Уряду національного відродження Чечні Саламбек Хаджі під тиском федерального керівництва подав у відставку. Головою уряду Чеченської республіки був призначений колишній голова Верховної Ради Чечено-Інгушської АРСР Доку Завгаев, який був у той час працівником Адміністрації Президента РФ.
Керівники Координаційної групи колишнього Верховної Ради ЧІАССР (до складу якої увійшли депутати розпущеного у вересні 1991 року Верховної Ради автономної республіки, обрані від районів Чечні) ініціювали зібрання депутатів, яке 7 жовтня ухвалило рішення про відновлення діяльності колишнього Верховної Ради скасованої Чечено-Інгушетії. Таким чином, в Чечні був створений другий орган законодавчої влади — разом з Комітетом національного згоди.
Після фактичного зриву консультацій по блоку політичних питань, відновлення локальних зіткнень і замаху на генерала А. Романова російсько-чеченські переговори зайшли в глухий кут.
16-17 грудня в Чечні відбулися вибори Глави республіки, в ході яких Д. Завгаев, за офіційними даними, отримав 303,2 тис. голосів або 96,4 % голосів виборців, які взяли участь у голосуванні. (Пізніше прихильники Дудаєва, а також російські та міжнародні спостерігачі оскаржили результати виборів).
До грудня 1995 року проросійська адміністрація Завгаева в основному сформувалася.
Проведення виборів Глави Чеченської Республіки в грудні 1995 року і відновлення активних бойових дій в південно-східній Чечні в січні-лютому 1996 року ознаменували завершення першого етапу переговорного процесу.
9 січня 1996 року загін Салмана Радуєва вчинив напад на місто Кизляр (Дагестан). Здійснивши напад на вертолітну базу, загін відступив у місто і зайняв будівлю лікарні. Були захоплені в заручники жителі найближчих будинків (всього понад 3000 чоловік, серед яких було багато жінок і дітей). В результаті терористичної атаки загинули 25 мирних громадян.
31 березня 1996 року Борис Єльцин виступив з новою програмою врегулювання конфлікту в Чечні. Згідно з планом 24 годин 31 березня всі військові операції в Чечні повинні були бути припинені (фактично військові дії поновилися вже на наступний день — 1 квітня, російська сторона стала іменувати дії федеральних військ «спеціальними операціями»). Передбачалося розпочати поетапне виведення федеральних військ на адміністративні кордони Чеченської Республіки, скликати мирний політичний форум, провести вільні демократичні вибори і т. д. Для реалізації програми були створені Державна комісія РФ з врегулювання кризи в Чечні на чолі з прем'єр-міністром Віктором Черномирдіним і Робоча група при Президенті РФ по завершенню бойових дій та врегулювання ситуації в Чечні на чолі з радником президента Е. Паиным.
У квітні головою Уряду Чеченської Республіки було призначено генерал Микола Кошман, колишній заст. командувача залізничними військами РФ.
21 квітня Джохар Дудаєв був убитий в результаті ракетного удару, наведеної на сигнал його супутникового телефону.
27 квітня 1996 рада чеченських «польових командирів» поклав виконання обов'язків президента ЧРІ на віце-президента Зелімхана Яндарбієва.
Незважаючи на перевагу в живій силі, озброєнні і повітряної підтримки, федеральні війська не змогли встановити ефективний контроль над багатьма районами Чечні. Позначилися слабкість і нерішучість як політичного, так і військового керівництва Росії. Невпорядкованість російських кордонів на Кавказі призводила до того, що сепаратисти отримували постійну «підживлення» з-за кордону фінансовими засобами, озброєнням, боєприпасами, добровольцями, інструкторами, які пройшли підготовку, зокрема, в Афганістані. Кошти надходили і від чеченців, які проживають в інших районах Росії, від чеченських організованих злочинних угруповань. У гірських районах були створені численні бази, навчальні табори, схованки зі зброєю, медикаментами і боєприпасами. Поранених бойовиків вивозили на лікування за кордон.
Серйозні втрати, які понесли федеральні війська в Чечні, недостатня бойова і тилове забезпечення (деяким підрозділам не діставалося їжі по 6-8 днів), ворожість місцевого населення і безперервні напади з боку бойовиків призвели до падіння морального духу особового складу. Російське держава зазнало поразки в пропагандистській війні. Громадська думка Росії виявилося в цілому налаштоване проти продовження бойових дій.
Хоча офіційно нове керівництво Ічкерії заявив про припинення переговорів з російською стороною до покарання винних у загибелі Дудаєва, протягом травня між представниками РФ і Ічкерії тривали негласні консультації. 27 травня 1996 Борис Єльцин вперше зустрівся з представниками Чеченської Республіки Ічкерія (ЧРІ). З чеченської сторони в переговорах брали участь Зелімхан Яндарбієв, Мовладі Удугов, польовий командир Ахмед Закаєв і політичний радник в. о. президента ЧРІ Х. Яриханов. Підсумком цієї зустрічі стало підписання Домовленості про припинення вогню, бойових дій та заходи щодо врегулювання збройного конфлікту на території Чечні.
На наступний день керівники російської і чеченської делегацій Ст. Михайлов і Х.-А. Яриханов підписали Протокол щодо врегулювання збройного конфлікту на території Чечні.
Спроби укласти світ вже вироблялися — до певних дат — у травні 1995 до піввікового ювілею перемоги у Великій Вітчизняній війні, в червні 1995 до саміту Великої Сімки, 1996 до виборів. Цього разу результатом переговорів стало підписання угоди «Про припинення бойових дій у Чечні з 1 червня». Протягом 2 тижнів після підписання документа (до 10 червня) повинні були отримати свободу всі полонені і заручники. Домовленість про це в присутності Бориса Єльцина підписали Віктор Черномирдін і Зелімхан Яндарбієв, а також представники місії ОБСЄ.
Наступного дня Борис Єльцин відвідав Чечню. До його повернення Яндарбієв залишався в Москві.
Влітку 1996 року в Росії відбулися президентські вибори.
6-10 червня у Назрані зустрічалися російська і чеченська комісії з переговорів, які очолювали Ст. Михайлов і А. Масхадов. В результаті були підписані Протокол засідання комісій по переговорах і Протокол засідання робочих груп по розшуку зниклих безвісти і звільнення насильно утримуваних осіб. Сторони погодилися в цілях реалізації московських домовленостей виключити використання будь-яких типів озброєнь в бойових цілях (у тому числі артилерійські обстріли і бомбардування з повітря), заборонити проведення будь-яких військових операцій і атак (у тому числі «спеціальних операцій»), а також теракти і диверсії, захоплення і блокування населених пунктів, військових об'єктів і доріг, викрадення і захоплення заручників тощо До 7 липня передбачалось ліквідувати блок-пости, а до кінця серпня 1996 року — завершити виведення федеральних військ з території Чечні. Комісії домовилися, що в Чечні будуть проведені вільні демократичні вибори за участю всіх реальних політичних сил при міжнародному контролі за завершення виведення російських військ з території Чечні і її демілітаризації.
16 червня в Чеченській Республіці відбулися вибори депутатів Народного зібрання (Парламенту). Створене Народне зібрання складалося з двох палат: Палати Представників (голова — Амін Осмаєв) і Законодавчої палати (голова — колишній прем'єр Тимчасового Ради Алі Алавдинов).
18 червня 1996 року генерал Олександр Лебедь був призначений на посаду секретаря Ради безпеки РФ і в цій якості очолив російську делегацію на переговорах з чеченськими сепаратистами в Хасав'юрті.
На початку липня назрановские домовленості виявилися зірвані. Формальним приводом до відновлення військових дій став ультиматум генерала Ст. Тихомирова 11 липня про звільнення чеченською стороною в односторонньому порядку всіх полонених і заручників. На наступний день федеральне командування розпочало широку військову операцію проти бойовиків в Шатойському районі, зробивши спробу захопити Шатойскую улоговину і передгірську зону для подальшого наступу на гірські райони, де знаходилися основні сили сепаратистів.
Вранці 6 серпня збройні формування сепаратистів під командуванням Ш. Басаєва увійшли в Грозний і вступили в зіткнення з підрозділами федеральної армії. 6 серпня загони прихильників незалежності також взяли під свій контроль міста Аргун і Гудермес. До 8 серпня бойовики контролювали основну частину столиці Чечні, здійснивши перший етап розробленої Головним штабом Ічкерії операції «Нульовий варіант» (пізніше названа операцією «Джихад»).
15 серпня в ході переговорів секретаря Ради безпеки РФ А. Лебедя з керівництвом сепаратистів було досягнуто угоду про припинення вогню, проте фактично в Грозному тривали локальні зіткнення.
22 серпня на переговорах Лебедя з А. Масхадовим в Нових Атагах була досягнута домовленість про «часткове» відвід федеральних військ і про створення спільних комендатур. Фактично влада в Грозному і на всій території Чечні стала переходити в руки сепаратистів.
31 серпня 1996 року були укладені Хасавюртовские угоди між РФ і ЧРІ, за яким рішення питання про статус ЧРІ було відкладено до 2001 року. Передбачався також обмін полоненими за принципом «всіх на всіх», з приводу якого були заяви правозахисників, що «ця умова не дотримувалося чеченцями».

### Міжвоєнний час

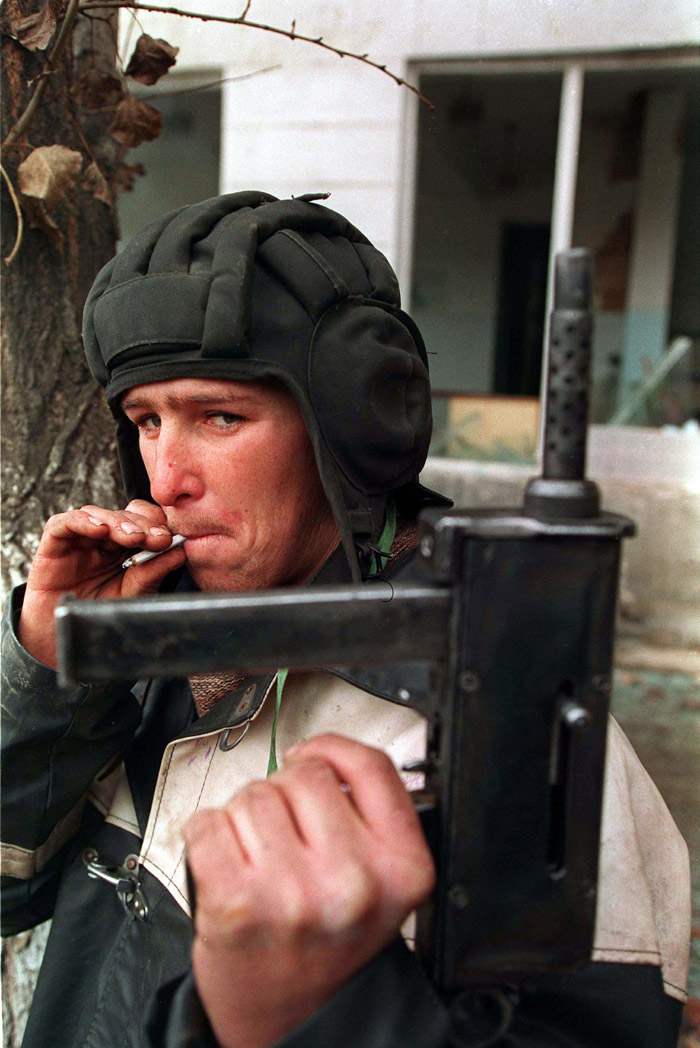
Чеченський бойовик з саморобною зброєю (пістолет-кулемет «Борз»). Фото Михайла Євстаф'єва

Після підписання Хасавюртовскіе угод миру і спокою в Чечні і прилеглих до неї регіонах не настав.
У листопаді 1996 року Державна рада оборони і Парламенту Ічкерії призначили вибори президента і Парламенту самопроголошеної республіки на січень 1997 року.
У січні-лютому 1997 року Уряд Ічкерії очолював польовий командир Руслан Гелаев.
27 січня 1997 президентом ЧРІ був обраний Аслан Масхадов, який отримав 59,1 % голосів виборців, що брали участь у виборах. Велика кількість голосів отримав польовий командир Ш. Басаєв (23,5 %). Третє, четверте і п'яте місця зайняли, відповідно, З. Яндарбієв, М. Удугов і А. Закаєв. За інших претендентів голосували незначне число виборців (десяті й соті частки відсотка).
Чеченські кримінальні структури безкарно робили бізнес на масові викрадення людей, захоплення заручників (у тому числі офіційних російських представників, які працюють в Чечні), розкрадання нафти з нафтопроводів і нафтових свердловин, виробництві та контрабанді наркотиків, випуск і розповсюдження фальшивих грошових купюр, теракти і напади на сусідні російські регіони.
Після загибелі Дудаєва в республіці стало посилюватися вплив право-радикальних екстремістів, гасло утворення національної держави був замінений на побудову теократичної ісламської республіки на Північному Кавказі. На території Чеченської Республіки Ічкерія були створені табори для навчання бойовиків — молодих людей з регіонів Росії, традиційно населених мусульманами. Сюди прямували з-за кордону інструктори з мінно-підривній справі, фахівці з партизанської війни і ваххабітські проповідники. Значну роль у житті ЧРІ стали грати численні арабські найманці. Головною їх метою стала дестабілізація становища в сусідніх з Чечнею російських регіонах і поширення ідей сепаратизму на північнокавказькі республіки (в першу чергу Дагестан, Карачаєво-Черкесія, Кабардино-Балкарія).
23 квітня 1997 року підірвана бомба в будівлі залізничного вокзалу на станції Армавір (Краснодарський край), 28 квітня 1997 року — бомба на другому поверсі будівлі вокзалу станції П'ятигорськ (Ставропольський край).
У 1998 банда польового командира Хаттаба виробила кілька нападів на російських військовослужбовців в Дагестані.
19 червня 1998 року президент Ічкерії Аслан Масхадов після сутичок між прихильниками і релігійними екстремістами в Гудермесском районі оголосив ваххабізм в ЧРІ поза законом. Був випущений указ про заборону всіх проповідують дане вчення суспільно-політичних організацій, в тому числі ряду працювали в Чечні саудівських і кувейтських релігійних фондів. Однак реалізувати заборона не вдалося, так як екстремістів підтримали Шаміль Басаєв і Зелімхан Яндарбієв.
19 березня 1999 був здійснений вибух на Центральному ринку Владикавказа, результатом якого були численні людські жертви.
У серпні 1999 з території ЧРІ загони польових командирів Шаміля Басаєва і Хаттаба вторглися на територію Дагестану. Запеклі бої тривали понад трьох тижнів. Офіційний уряд ЧРІ, нездатне контролювати дії різних збройних угрупувань на території Чечні, відвернулось від дій Шаміля Басаєва, але практичних дій проти нього не зробив.
Після розгрому загонів Шаміля Басаєва і Хаттаба російські федеральні війська, продовжуючи їх переслідування, були введені в ЧРІ. Почалася друга чеченська кампанія.
Керівники сепаратистів не раз заявляли про намір перенести війну на російську територію. Тому, коли з початком другої чеченської кампанії сталася серія вибухів багатоповерхових житлових будинків в Москві (9 і 13 вересня 1999 р.) і Волгодонську (16 вересня 1999 р. ці злочини потрясли Росію і світ. Перші дані розслідування цих вибухів показали, що теракти були організовані карачаевскими і дагестанськими ваххабітами, які були пов'язані з арабськими найманцями, які здійснили напад на Дагестан. Теракти сприяли появі масового переконання, що за ними стоять чеченські сепаратисти.

### Друга російсько-чеченська війна
Почалася в 1999 році і фактично тривала до 2009 року. Найбільш активна бойова фаза припала на 1999-2000 роки.
З початком Другої чеченської війни була сформована проросійська адміністрація Чеченської республіки. Очолив її муфтій Ахмат Кадиров, який перейшов на бік Росії. У 2003 році була прийнята нова Конституція республіки, згідно з якою Чечня була суб'єктом Російської Федерації. У цьому ж році відбулися президентські вибори, перемогу на яких здобув Ахмат Кадиров.
9 травня 2004 Кадиров-старший загинув у результаті теракту. Його наступником став Алу Алханов.
8 березня 2005 президент самопроголошеної Ічкерії Аслан Масхадов був знищений в ході спецоперації.
17 червня 2006 президент самопроголошеної Ічкерії Абдул-Халім Садулаєв був убитий в результаті спецоперації, проведеної російським ФСБ і чеченським спецназом в місті Аргун. Повноваження президента Ічкерії перейшли до віце-президента Доцці Умарову. Його заступником став Шаміль Басаєв.
10 липня 2006 Шаміль Басаєв був убитий в результаті вибуху супроводжуваного ним вантажівки з вибухівкою. За версією ФСБ, вибух став наслідком спецоперації, хоча джерела, пов'язані з чеченськими повстанцями, схильні стверджувати про випадковость і необережне поводження з вибухівкою.
15 лютого 2007 року Алу Алханов пішов з поста президента (формально за власним бажанням). Обов'язки президента покладені на прем'єра Рамзана Кадирова (молодшого сина Ахмада Кадирова), який командує республіканськими силовими структурами.
У той же час на території республіки і сусідніх регіонів зберігалася диверсійна активність повстанців.
16 квітня 2009 року в Чеченській республіці офіційно скасований режим контртерористичної операції.

### Боротьба з повстанським рухом на Північному Кавказі після 2009 року
Бойові зіткнення, теракти і поліцейські операції відбувалися не тільки на території Чечні, але і на території Інгушетії, Дагестану, Кабардино-Балкарії. На окремих територіях неодноразово тимчасово вводився режим КТО.
Деякі аналітики вважали, що загострення може перерости в «третю чеченську війну».
У вересні 2009 року глава МВС РФ Рашид Нургалієв заявив, що за 2009 рік на Північному Кавказі було нейтралізовано більше 700 повстанців. Глава ФСБ Олександр Бортніков заявив, що на Північному Кавказі в 2009 році затримано майже 800 повстанців та їх посібників.
Загальне зниження числа жертв конфлікту в 2013-2014 роках пройшло одночасно з ескалацією конфлікту у Сирії і відтоком частини радикально налаштованої молоді в цю країну.
До кінця 2014 року Національний "антитерористичний" комітет повідомляв про практично повну ліквідації "терористичного підпілля". «Мова про якись системно організований спротив давно вже не йшла. Структури управління були втрачені, раніше, коли були ліквідовані більшість лідерів і активних учасників. І оголошена в Дагестані філія ІГ і „Імарат Кавказ“ не проявляли себе якимись акціями або зверненнями останнім часом».